# ’74–’75
’74–’75 – ballada rockowa zespołu The Connells, wydana w 1993 roku jako singel promujący album Ring.

## Treść
Ten nieskomplikowany muzycznie utwór jest nostalgiczną opowieścią o czasach licealnych. Podmiot liryczny wspomina w nim swoją miłość z tamtego okresu.

## Odbiór
W 1995 roku piosenka stała się hitem w Europie, osiągając szczytowe miejsca na listach przebojów m.in. w Niemczech, Norwegii i Szwecji. W Wielkiej Brytanii utwór zajął czternaste miejsce. Nie był natomiast notowany na liście Hot 100. Piosenka została ponadto wykorzystana w filmie Victor, syn Dolly w reżyserii Jamesa Mangolda.
| Lista             | Pozycja | Źródło |
| ----------------- | ------- | ------ |
| Austria           | 6       | [ 3 ]  |
| Belgia (Flandria) | 2       | [ 3 ]  |
| Belgia (Walonia)  | 9       | [ 3 ]  |
| Dania             | 5       | [ 4 ]  |
| Europa            | 8       | [ 4 ]  |
| Francja           | 4       | [ 3 ]  |
| Holandia          | 10      | [ 3 ]  |
| Irlandia          | 6       | [ 5 ]  |
| Islandia          | 2       | [ 6 ]  |
| Niemcy            | 7       | [ 3 ]  |
| Norwegia          | 1       | [ 3 ]  |
| Polska            | 7       | [ 7 ]  |
| Szkocja           | 11      | [ 8 ]  |
| Szwajcaria        | 3       | [ 3 ]  |
| Szwecja           | 1       | [ 3 ]  |
| Wielka Brytania   | 14      | [ 1 ]  |